# Pjotr Alexandrowitsch Tschichatschow

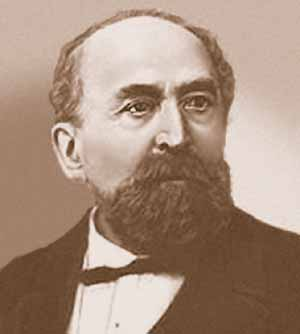
Pjotr Tschichatschow um 1850

Pjotr Alexandrowitsch Tschichatschow (auch Tchichatscheff oder Tschihatscheff und Chikhachyov, Chikhachev(ef), russ. Пётр Александрович Чихачёв; * 16. Augustjul. / 28. August 1812greg. in Gattschina; † 13. Oktober 1890 in Florenz) war ein russischer Forschungsreisender. Sein offizielles botanisches Autorenkürzel lautet „Tchich.“, es wird aber auch das Kürzel „Tchih.“ verwendet.
Sein jüngerer Bruder war Platon Alexandrowitsch Tschichatschow.
Tschichatschow bereiste den Altai, Kleinasien (insgesamt sechsmal in den Jahren 1847 bis 1858), zwischen 1877 und 1878 Spanien, Algerien und Tunesien, wobei er insbesondere die geologischen, klimatologischen und botanischen Verhältnisse der Länder beobachtete.
1843 wurde er mit dem Beinamen J. G. Gmelin in die Deutsche Akademie der Naturforscher Leopoldina aufgenommen. Seit 1861 war er korrespondierendes Mitglied der Académie des sciences. 1866 wurde er korrespondierendes Mitglied der Bayerischen Akademie der Wissenschaften, 1873 Ehrenmitglied der Preußischen Akademie der Wissenschaften und 1876 der Petersburger Akademie der Wissenschaften.
Der Tschichatschow-Kamm, eine Bergkette an der russisch-mongolischen Grenze, wurde nach ihm benannt. Auch Centaurea tchihatcheffii wurde nach ihm benannt.

## Veröffentlichungen (Auswahl)
- Voyage scientifique dans l'Altai oriental et les parties adjacentes de la frontière de Chine fait par ordre de S. M. l'Empereur de Russie. Paris, Gide et Cie 1845 Library of Congress
- Asie Mineure. 8 Bände, Paris 1852 bis 1868
- Spanien, Algerien und Tunis. Leipzig 1882
- Lettres sur la Turquie. Brüssel und Leipzig 1850
- P. v. Tschihatscheff's Reisen in Kleinasien und Armenien 1847–1863. Justus Perthes, Gotha 1867 (Digitalisat).